# Liponycteris
Liponycteris és un subgènere de ratpenats de la família dels embal·lonúrids que engloba 2 de les 14 espècies del gènere Taphozous.

## Taxonomia
- Ratpenat de cua de beina de Hamilton (Taphozous hamiltoni)
- Ratpenat de cua de beina de panxa nua (Taphozous nudiventris)